# Stan Seymour
George Stanley Seymour, detto Stan (Kelloe, 16 maggio 1895 – Newcastle upon Tyne, 24 dicembre 1978), è stato un calciatore, allenatore di calcio e dirigente sportivo inglese, di ruolo attaccante.

## Carriera

### Club
La sua carriera calcistica iniziò nel 1909 quando da adolescente incominciò a frequentare il settore giovanile dello Shildon Athletic, prima di unirsi al Bradford City nel 1911 per un breve periodo. Durante la sua esperienza, riuscirà a scendere in campo in una sola occasione e l'anno successivo decide di accasarsi nel club scozzese Greenock Morton. In Scozia diventerà rapidamente molto popolare, tant'è che la tifoseria della squadra lo soprannominò "The Little Englishman" (il piccolo inglese). Con lui in squadra, il Morton non finì mai al di sotto del quarto posto in classifica. Ha lasciato la squadra biancoblù nel 1920 per poi venire acquistato per una somma di 2.500 sterline dal Newcastle United. Seymour divenne ben presto l'idolo del St James' Park, aiutando i Magpies a raggiungere la finale di FA Cup 1923-1924, vinta per 2-0 contro l'Aston Villa grazie anche ad una sua rete. Fece parte anche di quel Newcastle che riuscì a laurearsi campione della First Division 1926-1927. Tuttavia, nel 1929 decise di lasciare il club a causa di divergenze con la società legate al pagamento dello stipendio. Questa fu la sua ultima esperienza da calciatore.

### Allenatore e dirigente
Dopo il suo ritiro, si dedicò al giornalismo e nel 1938 venne nominato nuovo tecnico del Newcastle. Da allenatore ottenne il controllo della prima squadra ma, come Frank Watt, non poteva scegliere chi acquistare senza il consenso del presidente. Nel 1943 Seymour fece acquistare l'attaccante diciannovenne Jackie Milburn, che in seguito divenne una vera e propria bandiera del club. Sotto la gestione Seymour, il Newcastle vinse l'FA Cup 1950-1951 contro il Blackpool e la 1951-1952 contro l'Arsenal, divenendo la prima persona nella storia del calcio inglese a vincere questa competizione sia da giocatore che da allenatore.
Nel dicembre 1954 annunciò le proprie dimissioni da allenatore, venendo promosso a vicepresidente del club. Seymour nominò Doug Livingstone come suo successore sulla panchina del Newcastle. Dopo le sue dimissioni da tecnico, pensava ancora che l'allenatore dovesse pensare solo allo schieramento dell'undici titolare e alla motivazione della squadra, ma su questo punto entrò in contrasto con Livingstone, che tentò di mettere fuori rosa Jackie Millburn. Questo comportamento fece alterare notevolmente l'ex tecnico dei Magpies che provvide subito ad impedire a Livingstone di poter tutelare la squadra, sospendendolo per un certo periodo di tempo. A quel punto, Seymour si vide costretto a preparare la squadra per la finale di FA Cup 1954-1955 contro il Manchester City di persona. A fine stagione, venne comunicato a Livingstone che la vittoria del titolo di FA Cup da parte del Newcastle non sarebbe entrata a far parte del suo palmarès, poiché sospeso dalla società, e quindi decise di dimettersi ad inizio 1956 per lasciar spazio al ritorno di Seymour. La forma fisica della squadra peggiorò drasticamente appena prese le redini della squadra, tant'è che a fine anno il Newcastle riuscì a salvarsi dalla retrocessione solo tramite la differenza reti. Nel 1958 venne ufficialmente esonerato dalla società che decise di ingaggiare Charlie Mitten come nuovo tecnico. Tuttavia, anche nonostante l'esonero decise comunque di rimanere sotto contratto con i Magpies entrando a far parte del consiglio d'amministrazione. Rimase in codesta posizione fino alla sua morte avvenuta il 24 dicembre 1978.
Nel 2009, tramite un articolo online pubblicato da The Times, è stato nominato come quinto miglior giocatore che abbia mai giocato per il Newcastle United, mettendo a referto 83 reti in 266 gare.

## Palmarès

### Giocatore
- War Fund Shield: 1

Greenock Morton: 1914-1915
- Campionato inglese: 1

Newcastle: 1926-1927
- Coppa d'Inghilterra: 1

Newcastle: 1923-1924

### Allenatore
- Coppa d'Inghilterra: 2

Newcastle: 1950-1951, 1951-1952